# Wickenburg (Arizona)
Wickenburg es un pueblo ubicado en el condado de Maricopa en el estado estadounidense de Arizona. En el Censo de 2010 tenía una población de 6363 habitantes y una densidad poblacional de 130,91 personas por km².

## Geografía
Wickenburg se encuentra ubicado en las coordenadas 33°58′13″N 112°45′10″O / 33.97028, -112.75278. Según la Oficina del Censo de los Estados Unidos, Wickenburg tiene una superficie total de 48.61 km², de la cual 48.59 km² corresponden a tierra firme y (0.03%) 0.01 km² es agua.

## Demografía
Según el censo de 2010, había 6.363 personas residiendo en Wickenburg. La densidad de población era de 130,91 hab./km². De los 6.363 habitantes, Wickenburg estaba compuesto por el 90.46% blancos, el 0.24% eran afroamericanos, el 1.38% eran amerindios, el 0.55% eran asiáticos, el 0.03% eran isleños del Pacífico, el 5.83% eran de otras razas y el 1.51% pertenecían a dos o más razas. Del total de la población el 13.42% eran hispanos o latinos de cualquier raza.